# Edwin Morris
Sir Edwin Logie Morris (Greenwich, 10 marzo 1889 – Normandy, 29 giugno 1970) è stato un generale britannico, che servì durante la prima guerra mondiale e la seconda guerra mondiale, dove divenne capo dello stato maggiore generale dell'India dal febbraio 1942 all'aprile 1944.

## Biografia
Morris venne educato al Wellington College dello Berkshire, entrò all'Accademia militare reale di Woolwich e fu commissionato come Secondo tenente nei Royal Engineers nel 1909 e servì durante la prima guerra mondiale, dove fu decorato con la Military Cross e fu menzionato nei dispacci.
Durante il periodo tra le due guerre fu studente all'Accademia dello stato maggiore di Camberley dal 1921 al 1922, divenendo istruttore tra il 1926 e il 1930. In seguito divenne ufficiale dello stato maggiore nell'Ufficio della Guerra nel 1931. In seguito frequentò l'Imperial defence college nel 1933, e dal 1934 fu vice-direttore delle operazioni militari e dell'intelligence in India e dal 1936 fu vice-direttore delle operazioni militari dell'Ufficio della Guerra. Nel 1939 fu nominato Brigadiere dello stato maggiore del Comando Nord.
All'inizio della seconda guerra mondiale, era direttore dello stato maggiore del dovere all'Ufficio della Guerra. In seguito fu nominato General Officer Commanding della West Sussex County Division nel 1940 e della 1st Infantry Division nel 1941. In seguito nel 1941 divenne comandante dell'IX Corps e nel 1942 fu nominato capo dello stato maggiore generale in India. Nel 1944 fu nominato General Officer Commanding-in-chief del Comando Nord.
Alla fine della guerra nel 1946, fu inviato a dirigere il comitato dello stato maggiore rappresentativo alle Nazioni Unite, carica che tenne fino al suo ritiro nel 1948. Fu anche aiutante di campo del re Giorgio VI dal 1947 al 1948. Dal 1951 al 1958 fu comandante dei Royal Engineers.